# Un escargot dans la tête
Pour plus de détails, voir Fiche technique et Distribution.
Un escargot dans la tête est un film français réalisé par Jean-Étienne Siry, sorti en 1980.

## Synopsis
Dépressive à la suite de son divorce, Hélène Gallois (Florence Giorgetti), écrivaine renommée, rencontre Edouard Fournier (Renaud Verley) dans une clinique spécialisée où elle est en traitement. Il est artiste-peintre et depuis qu'il a causé la mort de sa femme et de son fils dans un accident de voiture, il a sombré dans l'alcoolisme. Tous deux décident de partir quelques jours dans une ferme que le jeune homme possède non loin de Paris. La maison est peu accueillante. Au terme d'un repas où la gouvernante leur a servi des escargots, les jeunes gens passent une nuit peuplée de gastéropodes vivants. Hélène quitte Edouard lorsqu'elle apprend le suicide de son ancien mari. Le peintre, désespéré, sombre de nouveau dans l'alcool et il se met à collectionner des escargots jusqu'à sombrer dans la folie. Hélène, désespérée, tente de revoir Edouard mais elle n'y parvient pas, jusqu'au jour où un appel au secours du jeune homme la fait accourir...

## Fiche technique
- Titre : Un escargot dans la tête
- Réalisateur : Jean-Étienne Siry
- Scénario et dialogues : Jean-Étienne Siry
- Photographie : François About, assisté de Thierry Arbogast
- Décors : Kim Doan et Patrice Mercier
- Son : Jean-Luc Rault-Cheynet
- Musique : Didier Vasseur
- Montage : Antoinette Perraud
- Société de production : Link Productions
- Pays d'origine :  France
- Durée : 90 minutes
- Date de sortie : 10 septembre 1980

## Distribution
- Florence Giorgetti : Hélène
- Renaud Verley : Edouard
- Jeanne Allard : Mme Sevetier
- Jean-Claude Bouillon : Antoine
- Charles Dubois : Étienne
- Marcel Gassouk : M. Sevetier
- Hélène Hily : Mme Lejeune
- Jean-Marie Robain